# Bryum dongolense
Bryum dongolense là một loài Rêu trong họ Bryaceae. Loài này được Brizi mô tả khoa học đầu tiên năm 1893.